# Pirata subniger
Pirata subniger este o specie de păianjeni din genul Pirata, familia Lycosidae, descrisă de Franganillo, 1913.
Este endemică în Spania. Conform Catalogue of Life specia Pirata subniger nu are subspecii cunoscute.